# Distrito electoral de Tumbes
Tumbes es uno de los 27 distritos electorales representados en el Congreso de la República del Perú. La circunscripción elige actualmente a 2 congresistas. Sus límites corresponden a los del departamento de Tumbes. El sistema electoral utiliza el método D'Hondt y una representación proporcional con doble voto preferencial opcional.

## Representantes
| 1 |

| 1 |

| 1 |

| 1 | 1 |

| 1 | 1 |

| 1 | 1 |

| 2 |

| 1 | 1 |

| 2 |

## Elecciones

### Elecciones parlamentarias de 2021
| Partidos y coaliciones                                                                               | Partidos y coaliciones                    | Voto popular | Voto popular | Voto popular | Escaños | Escaños |
| Partidos y coaliciones                                                                               | Partidos y coaliciones                    | Votos        | %            | ±pp          | Total   | +/−     |
| --- | ----------------------------------------- | ------------ | ------------ | ------------ | ------- | ------- |
| | Fuerza Popular (FP)                       | 21,371       | 26.30        | +14.87       | 2       | +2      |
| | Alianza para el Progreso (APP)            | 8,640        | 10.63        | –4.62        | 0       | –1      |
| | Acción Popular (AP)                       | 6,004        | 7.39         | –4.83        | 0       | –1      |
| | Juntos por el Perú (JP)                   | 5,835        | 7.18         | +0.62        | 0       | ±0      |
| | Perú Libre (PL)                           | 4,576        | 5.63         | +2.83        | 0       | ±0      |
| | Partido Morado (PM)                       | 4,415        | 5.43         | +0.51        | 0       | ±0      |
| | Avanza País (AvP)                         | 4,043        | 4.98         | +1.03        | 0       | ±0      |
| | Frente Amplio (FA)                        | 3,906        | 4.81         | +2.89        | 0       | ±0      |
| | Podemos Perú (PP)                         | 3,803        | 4.68         | –2.52        | 0       | ±0      |
| | Renovación Popular (RP)1                  | 3,593        | 4.42         | +4.05        | 0       | ±0      |
| | Somos Perú (SP)                           | 3,566        | 4.39         | +1.73        | 0       | ±0      |
| | Frente Popular Agrícola del Perú (Frepap) | 3,283        | 4.04         | –3.02        | 0       | ±0      |
| | Democracia Directa (DD)                   | 3,275        | 4.03         | –2.94        | 0       | ±0      |
| | Victoria Nacional (VN)                    | 2,105        | 2.59         | Nuevo        | 0       | ±0      |
| | Unión por el Perú (UPP)                   | 1,052        | 1.30         | –1.11        | 0       | ±0      |
| | Partido Nacionalista Peruano (PNP)        | 856          | 1.05         | n/a          | 0       | ±0      |
| | Partido Popular Cristiano (PPC)           | 660          | 0.81         | –0.75        | 0       | ±0      |
| | Renacimiento Unido Nacional (RUNA)        | 265          | 0.33         | Nuevo        | 0       | ±0      |
| |                                           |              |              |              |         |         |
| Total                                                                                                | Total                                     | 81,248       |              |              | 2       | ±0      |
| |                                           |              |              |              |         |         |
| Votos válidos                                                                                        | Votos válidos                             | 81,248       | 64.99        | –4.89        |         |         |
| Votos en blanco                                                                                      | Votos en blanco                           | 18,990       | 15.19        | +11.34       |         |         |
| Votos nulos                                                                                          | Votos nulos                               | 24,785       | 19.82        | –6.45        |         |         |
| Votos emitidos                                                                                       | Votos emitidos                            | 125,023      | 74.52        | –4.15        |         |         |
| Abstenciones                                                                                         | Abstenciones                              | 42,748       | 25.48        | +4.15        |         |         |
| Votantes registrados                                                                                 | Votantes registrados                      | 167,771      |              |              |         |         |
| |                                           |              |              |              |         |         |
| Fuente:                                                                                              |                                           |              |              |              |         |         |
| Notas al pie: 1 Comparado con los resultados de Solidaridad Nacional (SN) en las elecciones de 2020. |                                           |              |              |              |         |         |
| Notas al pie:                                                                                        |                                           |              |              |              |         |         |
| 1 Comparado con los resultados de Solidaridad Nacional (SN) en las elecciones de 2020.               |                                           |              |              |              |         |         |

### Elecciones parlamentarias de 2020
| Partidos y coaliciones | Partidos y coaliciones                    | Voto popular | Voto popular | Voto popular | Escaños | Escaños |
| Partidos y coaliciones | Partidos y coaliciones                    | Votos        | %            | ±pp          | Total   | +/−     |
| --- | ----------------------------------------- | ------------ | ------------ | ------------ | ------- | ------- |
| | Alianza para el Progreso1 (APP)           | 13,824       | 15.25        | n/a          | 1       | +1      |
| | Acción Popular (AP)                       | 11,077       | 12.22        | +4.28        | 1       | +1      |
| | Fuerza Popular (FP)                       | 10,359       | 11.43        | –48.68       | 0       | –2      |
| | Podemos Perú (PP)                         | 6,526        | 7.20         | Nuevo        | 0       | ±0      |
| | Frente Popular Agrícola del Perú (Frepap) | 6,402        | 7.06         | Nuevo        | 0       | ±0      |
| | Democracia Directa (DD)                   | 6,319        | 6.97         | n/a          | 0       | ±0      |
| | Juntos por el Perú (JP)                   | 5,947        | 6.56         | Nuevo        | 0       | ±0      |
| | Partido Morado (PM)                       | 4,462        | 4.92         | Nuevo        | 0       | ±0      |
| | Perú Nación (PN)                          | 4,026        | 4.44         | Nuevo        | 0       | ±0      |
| | Avanza País (AvP)                         | 3,583        | 3.95         | Nuevo        | 0       | ±0      |
| | Partido Aprista Peruano2 (APRA)           | 3,139        | 3.46         | n/a          | 0       | ±0      |
| | Contigo3 (C)                              | 2,886        | 3.18         | –4.02        | 0       | ±0      |
| | Perú Libre (PL)                           | 2,534        | 2.80         | Nuevo        | 0       | ±0      |
| | Somos Perú1 (SP)                          | 2,407        | 2.66         | n/a          | 0       | ±0      |
| | Unión por el Perú4 (UPP)                  | 2,184        | 2.41         | n/a          | 0       | ±0      |
| | Frente Amplio (FA)                        | 1,742        | 1.92         | n/a          | 0       | ±0      |
| | Partido Popular Cristiano2 (PPC)          | 1,415        | 1.56         | n/a          | 0       | ±0      |
| | Perú Patria Segura (PPS)                  | 1,131        | 1.25         | Nuevo        | 0       | ±0      |
| | Vamos Perú2 (VP)                          | 346          | 0.38         | n/a          | 0       | ±0      |
| | Solidaridad Nacional4 (SN)                | 334          | 0.37         | n/a          | 0       | ±0      |
| |                                           |              |              |              |         |         |
| Total | Total                                     | 90,643       |              |              | 2       | ±0      |
| |                                           |              |              |              |         |         |
| Votos válidos | Votos válidos                             | 90,643       | 69.88        | +7.23        |         |         |
| Votos en blanco | Votos en blanco                           | 4,993        | 3.85         | –12.47       |         |         |
| Votos nulos | Votos nulos                               | 34,080       | 26.27        | +5.24        |         |         |
| Votos emitidos | Votos emitidos                            | 129,716      | 78.67        | –4.75        |         |         |
| Abstenciones | Abstenciones                              | 35,165       | 21.33        | +4.75        |         |         |
| Votantes registrados | Votantes registrados                      | 164,881      |              |              |         |         |
| |                                           |              |              |              |         |         |
| Fuente: |                                           |              |              |              |         |         |
| Notas al pie: 1 Dentro de la coalición Alianza para el Progreso del Perú en las elecciones de 2016. 2 Dentro de la coalición Alianza Popular en las elecciones de 2016. 3 Comparado con los resultados de su partido antecesor Peruanos por el Kambio en las elecciones de 2016. 4 Dentro de la coalición Alianza Solidaridad Nacional en las elecciones de 2016 (retiraron su candidatura). |                                           |              |              |              |         |         |
| Notas al pie: |                                           |              |              |              |         |         |
| 1 Dentro de la coalición Alianza para el Progreso del Perú en las elecciones de 2016. 2 Dentro de la coalición Alianza Popular en las elecciones de 2016. 3 Comparado con los resultados de su partido antecesor Peruanos por el Kambio en las elecciones de 2016. 4 Dentro de la coalición Alianza Solidaridad Nacional en las elecciones de 2016 (retiraron su candidatura).               |                                           |              |              |              |         |         |

### Elecciones parlamentarias de 2016
| Partidos y coaliciones | Partidos y coaliciones                         | Voto popular | Voto popular | Voto popular | Escaños | Escaños |
| Partidos y coaliciones | Partidos y coaliciones                         | Votos        | %            | ±pp          | Total   | +/−     |
| --- | ---------------------------------------------- | ------------ | ------------ | ------------ | ------- | ------- |
| | Fuerza Popular1 (FP)                           | 49,052       | 60.12        | +36.14       | 2       | +1      |
| | Alianza Popular2 (APRA–PPC–VP)                 | 12,432       | 15.24        | n/a          | 0       | ±0      |
| | Acción Popular3 (AP)                           | 6,480        | 7.94         | n/a          | 0       | –1      |
| | Alianza para el Progreso del Perú4 (APP–RN–SP) | 6,395        | 7.84         | n/a          | 0       | ±0      |
| | Peruanos por el Kambio (PPK)                   | 5,872        | 7.20         | Nuevo        | 0       | ±0      |
| | Perú Posible3 (PP)                             | 1,366        | 1.67         | n/a          | 0       | ±0      |
| |                                                |              |              |              |         |         |
| Total | Total                                          | 81,597       |              |              | 2       | ±0      |
| |                                                |              |              |              |         |         |
| Votos válidos | Votos válidos                                  | 81,597       | 62.65        | –8.47        |         |         |
| Votos en blanco | Votos en blanco                                | 21,250       | 16.32        | +5.10        |         |         |
| Votos nulos | Votos nulos                                    | 27,393       | 21.03        | +3.37        |         |         |
| Votos emitidos | Votos emitidos                                 | 130,240      | 83.42        | –2.07        |         |         |
| Abstenciones | Abstenciones                                   | 25,880       | 16.57        | +2.07        |         |         |
| Votantes registrados | Votantes registrados                           | 156,120      |              |              |         |         |
| |                                                |              |              |              |         |         |
| Fuente: |                                                |              |              |              |         |         |
| Notas al pie: 1 Comparado con los resultados de su partido antecesor Fuerza 2011 en las elecciones de 2011. 2 Comparado con los resultados del Partido Aprista Peruano y el Partido Popular Cristiano en las elecciones de 2011. 3 Dentro de la coalición Alianza Electoral Perú Posible en las elecciones de 2011. 4 Comparado con los resultados de Alianza para el Progreso , Restauración Nacional (ambos dentro de la coalición Alianza por el Gran Cambio ) y Somos Perú (dentro de la coalición Alianza Electoral Perú Posible ) en las elecciones de 2011. |                                                |              |              |              |         |         |
| Notas al pie: |                                                |              |              |              |         |         |
| 1 Comparado con los resultados de su partido antecesor Fuerza 2011 en las elecciones de 2011. 2 Comparado con los resultados del Partido Aprista Peruano y el Partido Popular Cristiano en las elecciones de 2011. 3 Dentro de la coalición Alianza Electoral Perú Posible en las elecciones de 2011. 4 Comparado con los resultados de Alianza para el Progreso, Restauración Nacional (ambos dentro de la coalición Alianza por el Gran Cambio) y Somos Perú (dentro de la coalición Alianza Electoral Perú Posible) en las elecciones de 2011.                  |                                                |              |              |              |         |         |

### Elecciones parlamentarias de 2011
| Partidos y coaliciones | Partidos y coaliciones                       | Voto popular | Voto popular | Voto popular | Escaños | Escaños |
| Partidos y coaliciones | Partidos y coaliciones                       | Votos        | %            | ±pp          | Total   | +/−     |
| --- | -------------------------------------------- | ------------ | ------------ | ------------ | ------- | ------- |
| | Perú Posible1 (PP–AP–SP)                     | 22,530       | 26.76        | +11.13       | 1       | +1      |
| | Fuerza 20112 (F2011)                         | 20,193       | 23.98        | +13.29       | 1       | +1      |
| | Gana Perú3 (PNP–PS–PCP–PSR)                  | 16,157       | 19.19        | n/a          | 0       | ±0      |
| | Alianza por el Gran Cambio4 (APP–PPC–PHP–RN) | 10,408       | 12.36        | n/a          | 0       | ±0      |
| | Solidaridad Nacional5 (SN–UPP–C90–SU–TPP)    | 7,630        | 9.06         | n/a          | 0       | –1      |
| | Partido Aprista Peruano (APRA)               | 5,861        | 6.96         | –14.64       | 0       | –1      |
| | Fonavistas del Perú (FP)                     | 792          | 0.94         | Nuevo        | 0       | ±0      |
| | Cambio Radical (CR)                          | 323          | 0.38         | Nuevo        | 0       | ±0      |
| | Despertar Nacional (DN)                      | 315          | 0.37         | Nuevo        | 0       | ±0      |
| |                                              |              |              |              |         |         |
| Total | Total                                        | 84,209       |              |              | 2       | ±0      |
| |                                              |              |              |              |         |         |
| Votos válidos | Votos válidos                                | 84,209       | 71.12        | –4.99        |         |         |
| Votos en blanco | Votos en blanco                              | 13,283       | 11.22        | +1.60        |         |         |
| Votos nulos | Votos nulos                                  | 20,921       | 17.66        | +3.39        |         |         |
| Votos emitidos | Votos emitidos                               | 118,413      | 85.49        | –5.89        |         |         |
| Abstenciones | Abstenciones                                 | 20,096       | 14.51        | +5.89        |         |         |
| Votantes registrados | Votantes registrados                         | 138,509      |              |              |         |         |
| |                                              |              |              |              |         |         |
| Fuente: |                                              |              |              |              |         |         |
| Notas al pie: 1 Comparado con los resultados del partido Perú Posible y la alianza Frente de Centro en las elecciones de 2006. 2 Comparado con los resultados de la coalición Alianza por el Futuro en las elecciones de 2006. 3 Comparado con los resultados del Partido Socialista en las elecciones de 2006. 4 Comparado con los resultados del Partido Popular Cristiano (dentro de Unidad Nacional ) en las elecciones de 2006. 5 Comparado con los resultados del partido Unión por el Perú y Solidaridad Nacional (dentro de Unidad Nacional ) en las elecciones de 2006. |                                              |              |              |              |         |         |
| Notas al pie: |                                              |              |              |              |         |         |
| 1 Comparado con los resultados del partido Perú Posible y la alianza Frente de Centro en las elecciones de 2006. 2 Comparado con los resultados de la coalición Alianza por el Futuro en las elecciones de 2006. 3 Comparado con los resultados del Partido Socialista en las elecciones de 2006. 4 Comparado con los resultados del Partido Popular Cristiano (dentro de Unidad Nacional) en las elecciones de 2006. 5 Comparado con los resultados del partido Unión por el Perú y Solidaridad Nacional (dentro de Unidad Nacional) en las elecciones de 2006.                 |                                              |              |              |              |         |         |

### Elecciones parlamentarias de 2006
| Partidos y coaliciones | Partidos y coaliciones                            | Voto popular | Voto popular | Voto popular | Escaños | Escaños |
| Partidos y coaliciones | Partidos y coaliciones                            | Votos        | %            | ±pp          | Total   | +/−     |
| --- | ------------------------------------------------- | ------------ | ------------ | ------------ | ------- | ------- |
| | Partido Aprista Peruano (APRA)                    | 16,589       | 21.60        | +5.88        | 1       | +1      |
| | Unión por el Perú (UPP)                           | 14,363       | 18.70        | +0.40        | 1       | ±0      |
| | Unidad Nacional (PPC–SN–RN)                       | 10,716       | 13.95        | +5.18        | 0       | ±0      |
| | Frente de Centro1 (AP–SP–CNI)                     | 8,338        | 10.86        | –12.53       | 0       | –1      |
| | Alianza por el Futuro2 (C90–NM–SC)                | 8,208        | 10.69        | +6.73        | 0       | ±0      |
| | Restauración Nacional (RN)                        | 6,215        | 8.09         | Nuevo        | 0       | ±0      |
| | Perú Posible (PP)                                 | 3,664        | 4.77         | –8.30        | 0       | ±0      |
| | Alianza para el Progreso (APP)                    | 3,657        | 4.76         | Nuevo        | 0       | ±0      |
| | Justicia Nacional (JN)                            | 1,827        | 2.38         | Nuevo        | 0       | ±0      |
| | Movimiento Nueva Izquierda (MNI)                  | 1,117        | 1.45         | Nuevo        | 0       | ±0      |
| | Concertación Descentralista (PDS–MHP)             | 602          | 0.78         | Nuevo        | 0       | ±0      |
| | Resurgimiento Peruano                             | 294          | 0.38         | Nuevo        | 0       | ±0      |
| | Perú Ahora                                        | 249          | 0.32         | Nuevo        | 0       | ±0      |
| | Avanza País - Partido de Integración Social (AvP) | 216          | 0.28         | Nuevo        | 0       | ±0      |
| | Y se llama Perú                                   | 215          | 0.28         | Nuevo        | 0       | ±0      |
| | Con Fuerza Perú                                   | 178          | 0.23         | Nuevo        | 0       | ±0      |
| | Frente Independiente Moralizador (FIM)            | 144          | 0.19         | –4.48        | 0       | ±0      |
| | Fuerza Democrática (FD)                           | 137          | 0.18         | Nuevo        | 0       | ±0      |
| | Progresemos Perú                                  | 86           | 0.11         | Nuevo        | 0       | ±0      |
| |                                                   |              |              |              |         |         |
| Total | Total                                             | 76,815       |              |              | 2       | ±0      |
| |                                                   |              |              |              |         |         |
| Votos válidos | Votos válidos                                     | 76,815       | 76.11        | –4.41        |         |         |
| Votos en blanco | Votos en blanco                                   | 9,713        | 9.62         | +2.58        |         |         |
| Votos nulos | Votos nulos                                       | 14,398       | 14.27        | +1.83        |         |         |
| Votos emitidos | Votos emitidos                                    | 100,926      | 91.47        | +6.21        |         |         |
| Abstenciones | Abstenciones                                      | 9,409        | 8.53         | –6.21        |         |         |
| Votantes registrados | Votantes registrados                              | 110,335      |              |              |         |         |
| |                                                   |              |              |              |         |         |
| Fuente: |                                                   |              |              |              |         |         |
| Notas al pie: 1 Comparado con los resultados de los partidos Acción Popular y Somos Perú en las elecciones de 2001. 2 Comparado con los resultados de los partidos Cambio 90 – Nueva Mayoría y Solución Popular ( Sí Cumple ) en las elecciones de 2001. |                                                   |              |              |              |         |         |
| Notas al pie: |                                                   |              |              |              |         |         |
| 1 Comparado con los resultados de los partidos Acción Popular y Somos Perú en las elecciones de 2001. 2 Comparado con los resultados de los partidos Cambio 90–Nueva Mayoría y Solución Popular (Sí Cumple) en las elecciones de 2001.                   |                                                   |              |              |              |         |         |

### Elecciones parlamentarias de 2001
| Partidos y coaliciones | Partidos y coaliciones                    | Voto popular | Voto popular | Voto popular | Escaños | Escaños |
| Partidos y coaliciones | Partidos y coaliciones                    | Votos        | %            | ±pp          | Total   | +/−     |
| ---------------------- | ----------------------------------------- | ------------ | ------------ | ------------ | ------- | ------- |
|                        | Acción Popular (AP)                       | 11,883       | 18.81        | n/a          | 1       | n/a     |
|                        | Unión por el Perú (UPP)                   | 11,564       | 18.30        | n/a          | 1       | n/a     |
|                        | Partido Aprista Peruano (APRA)            | 9,932        | 15.72        | n/a          | 0       | n/a     |
|                        | Perú Posible (PP)                         | 8,257        | 13.07        | n/a          | 0       | n/a     |
|                        | Todos por la Victoria (TpV)               | 5,841        | 9.24         | n/a          | 0       | n/a     |
|                        | Unidad Nacional (PPC–SN–RN–CR)            | 5,540        | 8.77         | n/a          | 0       | n/a     |
|                        | Frente Independiente Moralizador (FIM)    | 2,948        | 4.67         | n/a          | 0       | n/a     |
|                        | Somos Perú (SP)                           | 2,895        | 4.58         | n/a          | 0       | n/a     |
|                        | Solución Popular (SoP)                    | 1,751        | 2.77         | n/a          | 0       | n/a     |
|                        | Proyecto País (PrP)                       | 1,611        | 2.55         | n/a          | 0       | n/a     |
|                        | Cambio 90–Nueva Mayoría (C90–NM)          | 751          | 1.19         | n/a          | 0       | n/a     |
|                        | Frente Popular Agrícola del Perú (Frepap) | 218          | 0.35         | n/a          | 0       | n/a     |
|                        |                                           |              |              |              |         |         |
| Total                  | Total                                     | 63,191       |              |              | 2       | n/a     |
|                        |                                           |              |              |              |         |         |
| Votos válidos          | Votos válidos                             | 63,191       | 80.52        | n/a          |         |         |
| Votos en blanco        | Votos en blanco                           | 5,523        | 7.04         | n/a          |         |         |
| Votos nulos            | Votos nulos                               | 9,767        | 12.44        | n/a          |         |         |
| Votos emitidos         | Votos emitidos                            | 78,481       | 85.26        | n/a          |         |         |
| Abstenciones           | Abstenciones                              | 13,565       | 14.74        | n/a          |         |         |
| Votantes registrados   | Votantes registrados                      | 92,046       |              |              |         |         |
|                        |                                           |              |              |              |         |         |
| Fuente:                |                                           |              |              |              |         |         |

### Elecciones parlamentarias de 2000
Elecciones parlamentarias en distrito electoral nacional único

### Elecciones parlamentarias de 1995
Elecciones parlamentarias en distrito electoral nacional único

### Elecciones parlamentarias de 1990
| Partidos y coaliciones | Partidos y coaliciones                                     | Voto popular | Voto popular | Voto popular | Escaños | Escaños |
| Partidos y coaliciones | Partidos y coaliciones                                     | Votos        | %            | ±pp          | Total   | +/−     |
| --- | ---------------------------------------------------------- | ------------ | ------------ | ------------ | ------- | ------- |
| | Partido Aprista Peruano (APRA)                             | 14,968       | 43.66        | +2.74        | 1       | ±0      |
| | Frente Democrático1 (Movimiento Libertad–PPC–AP)           | 13,296       | 38.78        | n/a          | 0       | ±0      |
| | Izquierda Unida (IU)                                       | 3,465        | 10.11        | –8.82        | 0       | ±0      |
| | Izquierda Socialista (IS)                                  | 2,095        | 6.11         | Nuevo        | 0       | ±0      |
| | Frente Nacional de Trabajadores y Campesinos2 (Frenatraca) | 374          | 1.09         | +0.72        | 0       | ±0      |
| | Frente Popular Agrícola del Perú (Frepap)                  | 63           | 0.18         | Nuevo        | 0       | ±0      |
| | Unión Democrática                                          | 25           | 0.07         | Nuevo        | 0       | ±0      |
| |                                                            |              |              |              |         |         |
| Total | Total                                                      | 34,286       |              |              | 1       | ±0      |
| |                                                            |              |              |              |         |         |
| Votos válidos | Votos válidos                                              | 34,286       | 77.68        | –17.26       |         |         |
| Votos en blanco | Votos en blanco                                            | 5,546        | 12.57        | +9.77        |         |         |
| Votos nulos | Votos nulos                                                | 4,305        | 9.75         | +7.49        |         |         |
| Votos emitidos | Votos emitidos                                             | 44,137       | n/d          | n/a          |         |         |
| Abstenciones | Abstenciones                                               | n/d          | n/d          | n/a          |         |         |
| Votantes registrados | Votantes registrados                                       | n/d          |              |              |         |         |
| |                                                            |              |              |              |         |         |
| Fuente: |                                                            |              |              |              |         |         |
| Notas al pie: 1 Comparado con los resultados del Partido Popular Cristiano (dentro de la coalición Convergencia Democrática ) y Acción Popular en las elecciones de 1985. 2 Comparado con los resultados de Izquierda Nacionalista (IN) en las elecciones de 1985. |                                                            |              |              |              |         |         |
| Notas al pie: |                                                            |              |              |              |         |         |
| 1 Comparado con los resultados del Partido Popular Cristiano (dentro de la coalición Convergencia Democrática) y Acción Popular en las elecciones de 1985. 2 Comparado con los resultados de Izquierda Nacionalista (IN) en las elecciones de 1985.                |                                                            |              |              |              |         |         |

### Elecciones parlamentarias de 1985
| Partidos y coaliciones | Partidos y coaliciones                                   | Voto popular | Voto popular | Voto popular | Escaños | Escaños |
| Partidos y coaliciones | Partidos y coaliciones                                   | Votos        | %            | ±pp          | Total   | +/−     |
| --- | -------------------------------------------------------- | ------------ | ------------ | ------------ | ------- | ------- |
| | Partido Aprista Peruano (APRA)                           | 13,919       | 40.92        | +17.20       | 1       | +1      |
| | Izquierda Unida1 (UNIR–UDP–PRT–UI–FOCEP–APS)             | 6,440        | 18.93        | –0.78        | 0       | ±0      |
| | Acción Popular (AP)                                      | 5,965        | 17.54        | –25.36       | 0       | –1      |
| | Partido Socialista del Perú (PSP)                        | 4,090        | 12.03        | +10.94       | 0       | ±0      |
| | Convergencia Democrática2 (PPC–MBH)                      | 2,926        | 8.60         | –1.36        | 0       | ±0      |
| | Frente Democrático de Unidad Nacional (FUN)              | 506          | 1.49         | Nuevo        | 0       | ±0      |
| | Izquierda Nacionalista3 (IN)                             | 127          | 0.37         | –0.30        | 0       | ±0      |
| | Partido Mariateguista para la Liberación Nacional (PMLN) | 39           | 0.12         | Nuevo        | 0       | ±0      |
| | Movimiento Cívico Nacional 7 de Junio (M7J)              | 0            | 0.00         | Nuevo        | 0       | ±0      |
| |                                                          |              |              |              |         |         |
| Total | Total                                                    | 34,012       |              |              | 1       | ±0      |
| |                                                          |              |              |              |         |         |
| Votos válidos | Votos válidos                                            | 34,012       | 94.94        | +16.21       |         |         |
| Votos en blanco | Votos en blanco                                          | 1,002        | 2.80         | –6.50        |         |         |
| Votos nulos | Votos nulos                                              | 812          | 2.26         | –9.71        |         |         |
| Votos emitidos | Votos emitidos                                           | 35,826       | 81.63        | n/a          |         |         |
| Abstenciones | Abstenciones                                             | 8,065        | 18.37        | n/a          |         |         |
| Votantes registrados | Votantes registrados                                     | 43,891       |              |              |         |         |
| |                                                          |              |              |              |         |         |
| Fuente: |                                                          |              |              |              |         |         |
| Notas al pie: 1 Comparado con los resultados de los partidos Unión de Izquierda Revolucionaria (PCP-PR–PCR–VR–FLN), Unidad Democrático Popular (UDP), Partido Revolucionario de los Trabajadores (PRT), Unidad de Izquierda (UI), el Frente Obrero Campesino Estudiantil y Popular (FOCEP) y Acción Política Socialista (APS) en las elecciones de 1980. 2 Comparado con los resultados del Partido Popular Cristiano (PPC) en las elecciones de 1980. 3 Comparado con los resultados del Frente Nacional de Trabajadores y Campesinos (Frenatraca) en las elecciones de 1980. |                                                          |              |              |              |         |         |
| Notas al pie: |                                                          |              |              |              |         |         |
| 1 Comparado con los resultados de los partidos Unión de Izquierda Revolucionaria (PCP-PR–PCR–VR–FLN), Unidad Democrático Popular (UDP), Partido Revolucionario de los Trabajadores (PRT), Unidad de Izquierda (UI), el Frente Obrero Campesino Estudiantil y Popular (FOCEP) y Acción Política Socialista (APS) en las elecciones de 1980. 2 Comparado con los resultados del Partido Popular Cristiano (PPC) en las elecciones de 1980. 3 Comparado con los resultados del Frente Nacional de Trabajadores y Campesinos (Frenatraca) en las elecciones de 1980.               |                                                          |              |              |              |         |         |

### Elecciones parlamentarias de 1980
| Partidos y coaliciones | Partidos y coaliciones                                    | Voto popular | Voto popular | Voto popular | Escaños | Escaños |
| Partidos y coaliciones | Partidos y coaliciones                                    | Votos        | %            | ±pp          | Total   | +/−     |
| ---------------------- | --------------------------------------------------------- | ------------ | ------------ | ------------ | ------- | ------- |
|                        | Acción Popular (AP)                                       | 9,726        | 42.90        | n/a          | 1       | n/a     |
|                        | Partido Aprista Peruano (APRA)                            | 5,377        | 23.72        | n/a          | 0       | n/a     |
|                        | Partido Popular Cristiano (PPC)                           | 2,259        | 9.96         | n/a          | 0       | n/a     |
|                        | Frente Obrero Campesino Estudiantil y Popular (FOCEP)     | 1,844        | 8.13         | n/a          | 0       | n/a     |
|                        | Unidad de Izquierda (UI)                                  | 1,056        | 4.66         | n/a          | 0       | n/a     |
|                        | Unión de Izquierda Revolucionaria (PCP-PR–PCR–VR–FLN)     | 986          | 4.35         | n/a          | 0       | n/a     |
|                        | Unidad Democrático Popular (UDP)                          | 422          | 1.86         | n/a          | 0       | n/a     |
|                        | Partido Socialista del Perú (PSP)                         | 246          | 1.09         | n/a          | 0       | n/a     |
|                        | Organización Política de la Revolución Peruana (OPRP)     | 191          | 0.84         | n/a          | 0       | n/a     |
|                        | Acción Política Socialista (APS)                          | 161          | 0.71         | n/a          | 0       | n/a     |
|                        | Frente Nacional de Trabajadores y Campesinos (Frenatraca) | 152          | 0.67         | n/a          | 0       | n/a     |
|                        | Unión Nacional Odriísta (UNO)                             | 152          | 0.67         | n/a          | 0       | n/a     |
|                        | Movimiento Democrático Peruano (MDP)                      | 101          | 0.45         | n/a          | 0       | n/a     |
|                        |                                                           |              |              |              |         |         |
| Total                  | Total                                                     | 22,673       |              |              | 1       | n/a     |
|                        |                                                           |              |              |              |         |         |
| Votos válidos          | Votos válidos                                             | 22,673       | 78.08        | n/a          |         |         |
| Votos en blanco        | Votos en blanco                                           | 2,408        | 8.29         | n/a          |         |         |
| Votos nulos            | Votos nulos                                               | 3,956        | 13.63        | n/a          |         |         |
| Votos emitidos         | Votos emitidos                                            | 29,037       | n/d          | n/a          |         |         |
| Abstenciones           | Abstenciones                                              | n/d          | n/d          | n/a          |         |         |
| Votantes registrados   | Votantes registrados                                      | n/d          |              |              |         |         |
|                        |                                                           |              |              |              |         |         |
| Fuente:                |                                                           |              |              |              |         |         |